# البروه

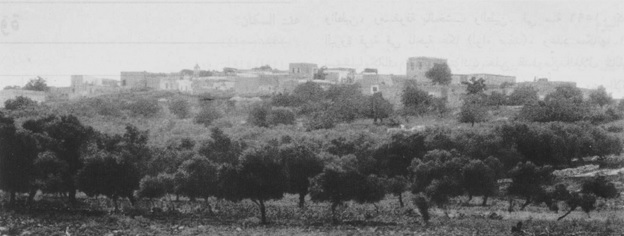
البروه از نمای دور. 1928

البروه روستایی در شرق شهر عکا در فلسطین است.
البروه همان روستایی است که ناصر خسرو نیز از آنجا عبور کرده و می‌نویسد: «به دهی رسیدم که آن را بروه می‌گفتند. در آنجا مقبره عیش و شمعون علیهماالسلام را زیارت کردم».
محمود درویش در ۱۳ مارس ۱۹۴۱ در این روستا به دنیا آمد. اسرائیلی‌ها این دهکده را آتش زدند. محمود درویش در شش سالگی به همراه خانواده‌اش به لبنان پناهنده شد. سرانجام پس از مقاومت‌های بسیار ساکنان منطقه، دهکده «بروه» از دست اسرائیلی‌ها خارج شد و هنگامی که اهالی دوباره به آن وارد شدند همه چیز در آن نابود شده بود.